# Carlos Páez Vilaró
Carlos Páez Vilaró (ur. 1 listopada 1923 w Montevideo, zm. 24 lutego 2014 w Punta Ballena) – urugwajski grafik i rzeźbiarz. 
Był samoukiem, jako szesnastolatek wyjechał z Urugwaju do Buenos Aires, gdzie zajmował się tworzeniem grafiki. W 1940 roku wrócił do Montevideo, zafascynował go urugwajski folklor i kultura popularna Urugwajczyków pochodzenia afrykańskiego, zwłaszcza muzyka i taniec candombe.   
Jest autorem dużych wielobarwnych murali, zdobiących budynki użyteczności publicznej, m.in. siedzibę Organizacji Państw Amerykańskich w Waszyngtonie, Biblioteki Narodowej Republiki Argentyny w Buenos Aires, Georgetown University Hospital w Waszyngtonie. 
W 1969 roku rozpoczął budowę domu na skalistym wybrzeżu Punta Ballena, 13 km od Punta del Este, rezydencja została nazwana Casapueblo. Carlos Páez Vilaró zmarł w niej w 2014 roku. Po jego śmierci została ona przekształcona w kompleks zawierający muzeum, restaurację i hotel.  
Jego syn, Carlos Páez Rodríguez, był jednym z zawodników drużyny rugby, pasażerów lotu Fuerza Aérea Uruguaya 571, który uległ katastrofie w Andach. 

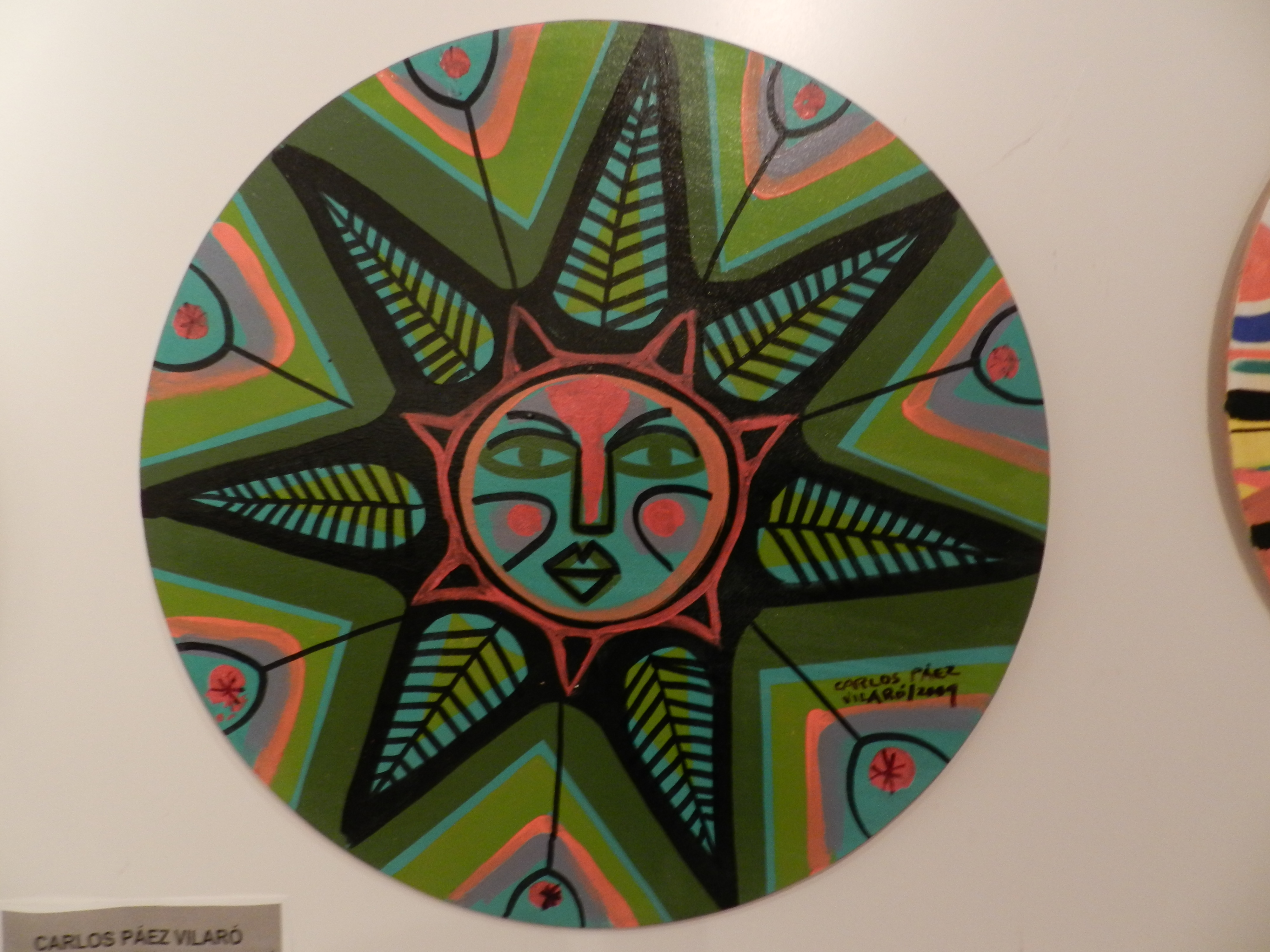
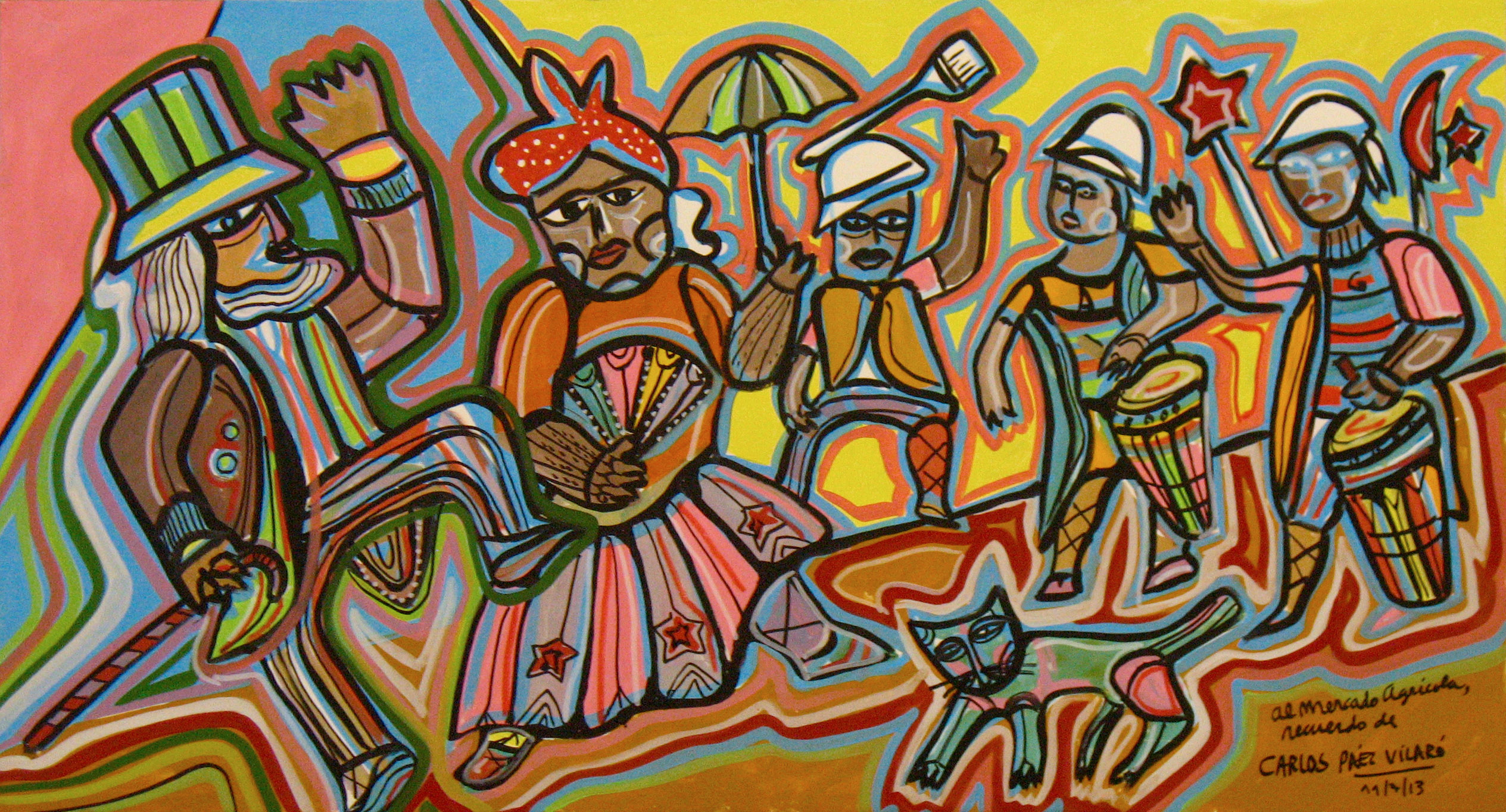
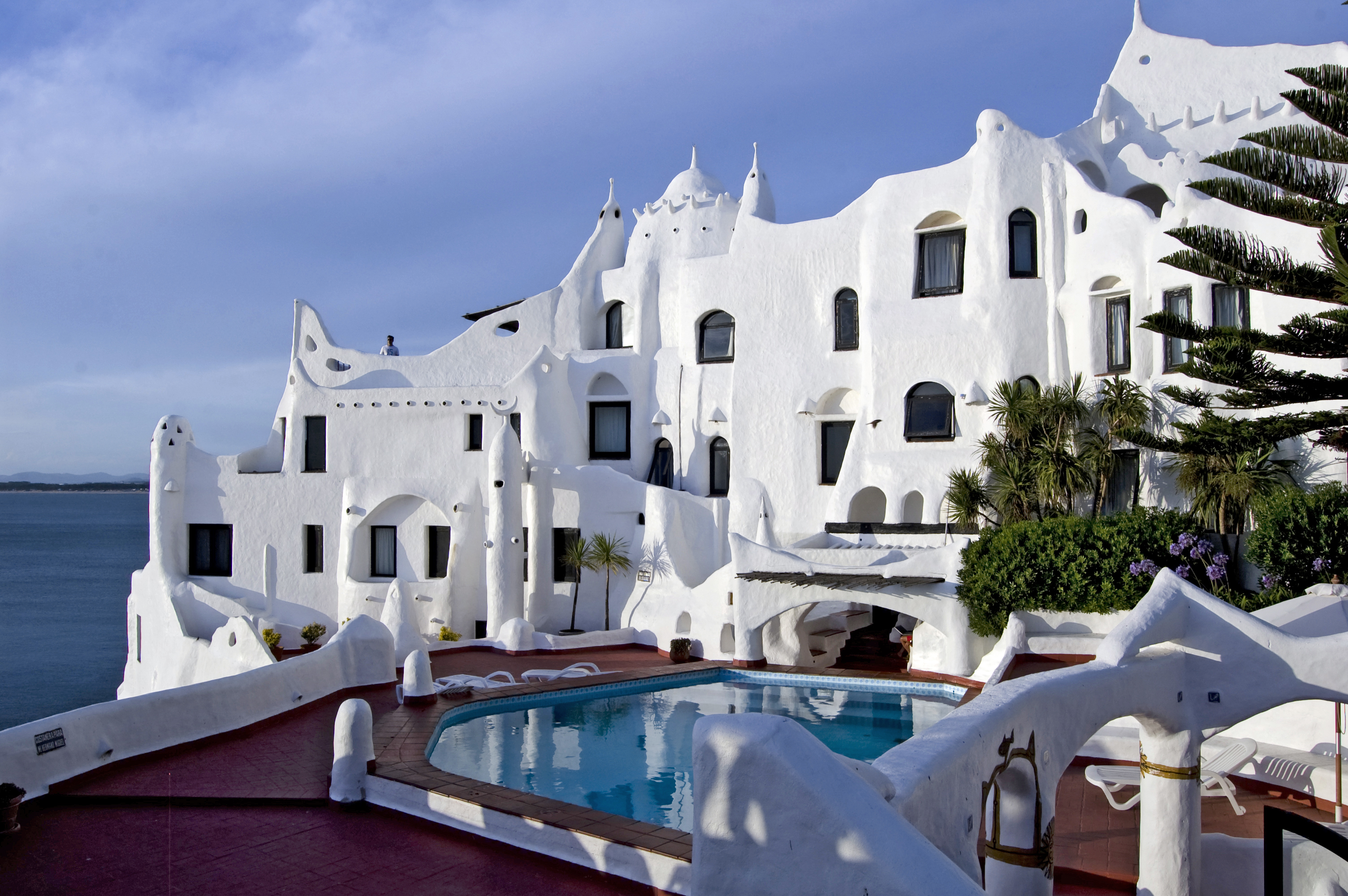
Casapueblo